# Церковь Стунис
Стунис (арм.  Ստունիս) — армянская церковь в селе Шалва Лачинского района Азербайджана.
С 1992 по 2020 год территорию, на которой находится церковь, контролировала непризнанной Нагорно-Карабахская Республика.

## История
Расположена в исторической провинции Армении Сюник[страница не указана 684 дня], церковь построена в X веке в период Армянского Анийского царства.
Первое письменное упоминание о Стунисе встречается в списке сел, выплачивающих налог Татевскому монастырю. В начале XIX века, во время русско-персидских войн, армяне покидают село и его заселяют курды, переименовав его в Садинлар

## Архитектура
Церковь представляет собой однонефную, сводчатую постройку с подковообразной абсидой, ризниц не имеет. Имеет два входа – с юга и запада. Сооружена из необработанных и полуобработанных камней на одноступенчатом цоколе. Угловые части церкви разрушены. Размеры церкви - 8,40х6,10 метров. Тимпан южного входа церкви, представляющий чистотесаный каменый блок, лишен какой-либо надписи и резных мотивов. Над тимпаном южного входа во всей длине стены имеются маленькие прямоугольные углубления, которые намекают на существование здесь в прошлом пристройки.  Над углублениями в середине южной стены находится единственное здесь окно. Еще одно окно постройки имеется на западной стене, с простой подковообразной бровкой.